# Dybvaaaaad!
Dybvaaaaad! var et dansk tv-underholdningsprogram, der blev sendt fra 2012 til 2022 på TV 2 Zulu. I programmet lavede programmets vært, komiker Tobias Dybvad, stand-up ud fra udvalgte klip fra den forgange uges danske reality-tv, fremført og optaget foran et live publikum i byer rundt om i Danmark. Programmet havde premiere på TV 2 Zulu i 2012 og kørte frem til 21. november 2022 med i alt 148 episoder a ca. 25 min. fordelt på 13 sæsoner. Desuden blev der fremført jokes om klip med tydeligt opstillede scener, overforklarende tv og klipning af udsagn så de fremstår dummere.
I november 2022 annoncerede TV 2 at sæson 13 ville blive programmets sidste, da TV 2 ønskede at omstrukturere TV 2 Zulu og dermed gøre plads til nye programmer.

## Koncept
Dybvaaaaad! består både af jokes på scenen, klip fra de forskellige tv-programmer, klip med parodier på tv-programmerne og sekvenser hvor Dybvad siger så mange jokes som muligt om et bestemt emne inden for ét minut. Desuden laver Dybvad voxpoper på gaden, hvor han stiller spørgsmål til tilfældige mennesker, hvilket især foregår på Strøget og Købmagergade, men har også været i Frederiksberg Centret, området omkring Domus Vista, Brøndby og i flere af de byer, som han har besøgt som Aalborg, Dybvad, Nykøbing Falster og Vejle.

## Produktion
Programmets materiale blev skrevet af Rasmus Olsen og Tobias Dybvad på baggrund af danske realityprogrammer som Paradise Hotel, Dagens Mand og Danmark ifølge Bubber. Redaktionen på programmet bestod af Steen "Nalle" Nielsen, Michael "MC" Christiansen, Karsten Green, Sebastian Dorset, Jonas Mogensen, Kasper Gross, Masoud Vahedi, Thomas Hartmann, Carsten Eskelund og Morten Wichmann. Andre komikere, der har bidraget med materiale til programmet, tæller Michael Schøt, Omar Marzouk, Ruben Søltoft, Torben Chris, Simon Astrup og Mikkel Rask.
Ideen til programmet blev skabt af Christian Fuhlendorff.
Programmets primære materiale kommer fra realityprogrammer, men klip fra TV Avisen, GO' Morgen Danmark, Smagsdommerne og andre programmer bliver også brugt.
Visse programmer bliver der brugt klip fra i alle sæsoner, eller mange episoder af samme sæson som klip fra Kongerne på Kanal 5 og Mig og min mor, mens andre som et klip fra Gustav & Linse på udebane, hvor hovedpersonerne er på Middelaldercentret, kun bliver brugt en enkelt gang. Visse klip bliver brugt i mange forskellige sammenhænge. Dette gælder særligt klip med Bubber og hans karakteristiske gang (såkaldt "Bubber-walk"), og et klip af Peter Ingemann der under et afsnit af Hammerslag opdager en hugorm og løber fra den. Showet indeholder hyppige jokes om Bubber, Amagermanden, Gustav, Linse Kessler og Knaldperlen fra Kongerne.
Han har også kigget i kendte menneskers tweets, folks Facebookkommentarer samt artikler i Ekstra Bladet og Se og Hør samt Se og Hørs Reality Awards.
Forskellige komikere har ved enkelte lejligheder deltaget på scenen, hvilket bl.a. tæller Nikolaj Stokholm og Andreas Bo.
Programmets musik er en redigeret udgave af Barcode Brothers' sang "Dooh dooh", hvor der i stedet for "dooh dooh" synges "dyb dyb" efter Dybvad's efternavn. Det er duoen Svendstrup & Vendelboe, der har stået for remixet, og i sidste afsnit af fjerde sæson spillede de nummeret live med en gruppe dansere på scenen.

## Sæsoner

### Sæson 1
Første sæson blev optaget på Comedy Zoo i København og blev sendt i 2012. Sæsonen bestod af 10 episoder.

### Sæson 2
Anden sæson blev sendt i foråret 2013. Halvdelen af sæsonen blev optaget mens Tobias Dybvad var på turne med sit one-man show Sjov mand - Klam personlighed. Det foregik bl.a på Skråen i Aalborg, i Brøndby og i Herning og i flere tilfælde med det samme publikum, som havde overværet hans one-man show. Sæsonen bestod af 10 episoder.

### Sæson 3
I tredje sæson, der blev sendt i efteråret 2013, havde SBS Net og TV3 forbudt TV 2 Zulu at bruge klip fra deres programmer. Beslutningen vakte en del opmærksomhed på de sociale medier og blev også beskrevet af flere nyhedsmedier, og selve programmet behandlede også kontroversen. Dybvaaaaad! lagde højere vægt på programmer fra DR1 og TV 2. Desuden brugte programmet "egne indspilninger" af SBS Net og TV3s programmer, hvor f.eks. Michael Meyerheim og Yepha medvirkede i en udgave af Kræsne Købere. Desuden viste man programmerne for personer (ofte pensionister), der normalt ikke er i målgruppen mens deres reaktion blev filmet. TV3 og SBS Net sendte sågar et sagsanlæg for brud på ophavsrettigheder. Under sæsonen proklamerede Dybvad, at han ville få lavet en tatovering med SBS' logo, hvis han fik lov at bruge deres programmer. I femte afsnit arrangerede han en demonstration foran TV3s hovedkvarter, hvor en gymnasieklasse deltog, og DJ Noize spillede musik fra en lastbil. Sæsonen bestod af 10 episoder.

### Sæson 4
I fjerde sæson blev optaget i foråret 2014. Dybvaaaaad! fik igen lov at sende klip fra SBS Nets Kanal 4 og 5. Da Dybvad havde fået tilladelse til at bruge materiale fra SBS Net, levede han op til sit løfte fra tredje sæson om at få en tatovering, men ændrede dog motivet til Maiken Wexø, der var blevet den nye programdirektør, der havde givet tilladelse. Hele fjerde sæson blev optaget i forskellige danske byer på nær første afsnit, der blev optaget i Val Thorens, Frankrig. Resten af byerne han besøgte var (i rækkefølge) Dybvad, Svendborg, Aalborg, Aarhus, Holbæk, Horsens, Vejle, Odense, Viborg, Nykøbing Falster og København på Bremen Teater. Det sidste program i fjerde sæson blev sendt d. 21. april 2014.

### Sæson 5
Femte sæson blev sendt i efteråret 2014. Det første afsnit blev optaget på Skanderborg Festival som et best of, med materiale fra de tidligere sæsoner. Resten af sæsonen, der bestod af 12 episoder, blev optaget på Copenhagen Jazzhouse. Sæsonen indeholdt desuden adskillige jokes om volumen-enheder, der blev regnet om til liter mælk, fodboldbaner og andre såkaldte journalistenheder.

### Sæson 6
Sjette sæson havde premiere i 2015. Dybvad måtte stadig ikke bruge klip fra TV3. Denne sæson blev også optaget på Jazzhouse. Det sidste afsnit blev optaget i Magasinet i Odense. Sæsonen bestod af 12 episoder.

### Sæson 7
I denne sæson var Dybvad på turné i hele kongeriget. Der blev bl.a. sendt fra den lille "landsby der ikke ville dø" Ørsted, Nuuk og Thorshavn. Sæsonen har fokus på bl.a. Jørgen Leth og Magnum, samt Fede Finn i modvind.

## Anerkendelse
I 2013 blev Dybvad nomineret i kategori "Årets Komiker" til Zulu Comedy Galla for Dybvaaaaad! og sit oneman show Sjov Mand - Klam Personlighed.. Prisen gik dog til Anders Matthesen.
Dybvaaaaad! blev nomineret til "Bedste Tv/Satire/Comedy" til TV Prisen 2014, men tabte til Rytteriet på DR2. I 2014 blev han ligeledes nomineret til prisen for Dybvaaaaad!, og dette år gik den til Martin Høgsted og Magnus Millang fra Danish Dynamite.
I 2015 blev Dybvad atter nomineret til prisen, Årets Komiker, som blev givet til Christian Fuhlendorff, der dog udtalte, at han "havde regnet med, at Dybvad ville vinde, for han er meget kendt hos Zulu-seerne.".
I 2017 modtog programmet prisen "Det vi alle sammen grinte af" for et klip med Jørgen Leths udtale af "Mag-num" ved Zulu Awards dette år.

## Klip
Programmet har bl.a. brugt klip fra følgende tv-programmer:
| DR - Aftenshowet - Bitz & Frisk - Carpe Diem - Casper & Mandrilaftalen (klip fra 1999) - Cultpigerne - Danmarks skønneste hjem - Danmarks skønneste sommerhus - De unge landmænd - Den rigeste procent - Den store bagedyst - Den store bagedyst - Masterclass - Den store julebagedyst - Din og Min uge - DR2 uden... - Køn - CO2-aftryk - Skærm - Et glimt af Danmark - Frø i Friluftshaven - Fuckr med dn hjrne - Gennemsnitlig Krop - Gennemsnitlig Sex - Gift ved først blik - Gintberg på kanten - Hammerslag - Herlufsholm 8 år senere - Hobro En Liga for sig' - Hva' sker der danskere - I Hus til halsen - Ingen styr på ungerne - Jeg er Christopher - Kender du typen? - Klædt af - Kridhvid i Kina - Krysters Kartel - KulturRådet - Løvens Hule - Madmagasinet Bitz & Frisk - Menneskeforsøg - Michael Jeppesen Møder - Mit Publikum - Morgengymnastik - Myginds Mission - Nak & Æd - Nærkontakt - Piger på krisestien - Pik, lort og hundehvalpe - Porno på DR2 (del af DR2 Temalørdag) - På rejse med Riising og Mor - På skinner - Rigtige mænd - Royalisterne - Rytteriet - Sigurds Bjørnetime - Skattejægerne - Smagsdommerne - Snak & Æd - SpareXperimentet - Spørg mig om alt - Stress af med DR3 - Søren og Rosas vilde alderdom - Søren Ryge - Søren Ryge Direkte - Søren Ryge live - Søren Ryge præsenterer - Søren Ryge præsenterer Påskefortællinger - Sådan er forældre - Tobias på kageeventyr - Thomas Skovs Sportsprogram - TV Avisen - Under hammeren - Vi Ses Hos Clemt | TV 2 - 1.C - 12 dage hvor jeg kæmpede mod naturen - 25 år med Morten og Peter - 3x beliggenhed - Boligrivalerne - Bubbers Badekar (klip fra 1990) - Danmark ifølge Bubber - Danmarks bedste livret - Dagens Mand - Danish Dynamite - De 7 Bryllupper - De hemmelige trin - De ustyrlige - Den rene vare - Løbesko - Salt - Slik - Stearin - Den Store Strikkedyst - Det Grønne Guld - Drengerøv og datter - En kur der dur - Fangerne - Felix jagter vejen til succes - Felix rykker ind - Flimmerland - Forsvar - GO' Morgen Danmark - Grillfeber - Guide (TV 2/Østjylland) - Gustne Gensyn (klip fra 2006) - Hele pakken - Hjemme i Danmark - Hofleverandørerne - Hvem sagde Vuf - Hvem vil være Millionær - Jagten på det Grønne Guld - Jarls Quizshow - Krejlerkongen - Kulturen på News - Landmand søger kærlighed - Landsbyen, der ikke ville dø - Langt ude på prærien - Live fra Bremen - Loppe Deluxe - Mit Danmark - Mit Frankrig - Mit Spanien - Mormors Bordel - Mormors Vilde Ungdom - Morten og Peter ender tilbage - Nybyggerne - Når Mobilen Tager Magten - Operation X - Peter og Klononihaven - Fra Flyd til Fryd på tre måneder - Politirapporten - Rundfunk (klip fra 2003) - Sandheden om Parforholdet - Sjov med Sex - Størst - Sæt pris på dit hjem - Toppen af Poppen - TV 2 Nyhederne - TV2 OJ - Ung med de Gamle - Verden ifølge Snake - Vild med dans - Zulu Awards 2014 - Zulu Comedy Galla 2012 - Zulu BFF - Zulu tuk tuk - Årgang 0 | SBS Net - 5. Halvleg - Alt for Danmark - Babyklinikken - Big Brother - Danmarks Næste Topmodel - De Tre Wichmanns - De Unge Mødre - Dit hjem i vores hænder - Gitte Talks - Haps du er Fanget - Hvorfor er jeg single - Janni & Karsten - Kagekampen - Kongerne på Kanal 5 - Kongerne af Marielyst - Kongerne af Rømø - Kongerne af Sneen - Kongerne af Svendborg - Kongerne af Helt til Hest - Kongerne - Vilde i Varmen - Mig og min mor - Olivers Kamp - Popstars - Rod i Køkkenet - Singleliv - Spøgelselsjægerne - Trinny & Susannah | TV3 - 6 på date - Amalies Verden - Divaer i junglen - Familien fra Bryggen - Familien fra Holtewood - For lækker til København - For lækker til Love - Fristet - Gustav & Linse på udebane - Luksusfælden - Masterchef - Paradise Hotel - Sommer i Sunny Beach |

Andet
- Go' morgen P3 (indslag med Peter Ingemann om "hugorme-episoden")
- Nattens Ansigt (TvDanmark, klip fra 1999)
- Mik Schacks public service (dk4)
- DanskTOP Talent 2015 (dk4)
- På egen krop (TLC)
- Billed-Bladet (fra deres Facebook-profil)
- Ekstra Bladets Tv eb.dk: Paparazzi
- MX.dk (tv)
- Mmm.dk (tv)
- Se og Hørs tv (bl.a. Reality Awards)
- BTs Webtv
- FC København TV på YouTube
- Thomas Ejes Nye Film på Youtube
- Tv1News.dk, YouTube
- Frank Hvam Live 09
- Lars Hjortshøj - i virkeligheden
- Reklame for Fresh Fitness med Tina Lund
- Reklame for Star
- Reklame for Nemlig.com med Felix Smith
- Reklame for Netto med Jim Lyngvild

### Sange
- "Apache" med Tommy Seebach
- "New York, New York" af Frank Sinatra
- "Ostesangen" fra Sebastians Skatteøen
- "Storkespringvandet", Cæsar
- "Ulven Peter" af Peter Belli
- Temaet fra Ringenes Herre

## Byer
Dybvaaaaad! Tager i flere af sæsonerne på turné. Herunder er en liste over de byer, hvori Dybvaaaaad! er blevet optaget.
| Antal | By                     | Sæson                                                                  |
| ----- | ---------------------- | ---------------------------------------------------------------------- |
| 57    | København              | Hele sæson 1, 2, hele sæson 3, 4, hele sæson 5, 6, 7, 8, 9, 10, 11, 12 |
| 8     | Odense                 | 4, 6, 7, 8, 9, 10, 11, 13                                              |
| 7     | Aarhus                 | 4, 7, 8, 9, 10, 11, 13                                                 |
| 5     | Aalborg                | 2, 4, 7, 10, 13                                                        |
| 5     | Slagelse               | 8, 9, 10, 12, 13                                                       |
| 5     | Næstved                | 10, 11, 12, 13                                                         |
| 4     | Nykøbing Falster       | 4, 9, 10, 12                                                           |
| 4     | Esbjerg                | 9, 10, 11, 13                                                          |
| 3     | Herning                | 2, 8, 11                                                               |
| 3     | Horsens                | 4, 8, 13                                                               |
| 3     | Kolding                | 7, 8, 11                                                               |
| 3     | Rødovre                | 7, 9, 11                                                               |
| 3     | Greve                  | 10, 11, 13                                                             |
| 3     | Ringsted               | 12, 13                                                                 |
| 2     | Vejle                  | 4, 8                                                                   |
| 2     | Viborg                 | 4, 9                                                                   |
| 2     | Thisted                | 7, 9                                                                   |
| 2     | Ballerup               | 8, 9                                                                   |
| 2     | Skive                  | 8, 13                                                                  |
| 2     | Køge                   | 9, 11                                                                  |
| 2     | Sønderborg             | 9, 13                                                                  |
| 2     | Silkeborg              | 10, 11                                                                 |
| 2     | Albertslund            | 12, 13                                                                 |
| 1     | Brøndby                | 2                                                                      |
| 1     | Dybvad                 | 4                                                                      |
| 1     | Holbæk                 | 4                                                                      |
| 1     | Svendborg              | 4                                                                      |
| 1     | Val Thorens (Frankrig) | 4                                                                      |
| 1     | Nuuk (Grønland)        | 7                                                                      |
| 1     | Thorshavn (Færøerne)   | 7                                                                      |
| 1     | Ørsted                 | 7                                                                      |
| 1     | Holstebro              | 8                                                                      |
| 1     | Toftlund               | 8                                                                      |
| 1     | Randers                | 10                                                                     |
| 1     | Tønder                 | 10                                                                     |
| 1     | Skanderborg            | 11                                                                     |
| 1     | Nyborg                 | 12                                                                     |
| 1     | Helsinge               | 12                                                                     |